# Бенёва
Бенёва — село в Карпатах, в Борынской поселковой общине Самборского района Львовской области Украины. Село находится на территории регионального ландшафтного парка «Надсанский». Население составляет 59 жителей.

## Географическое положение
Бенёва расположена в километре от украинско-польской границы. В 2,5 км на юго-восток находится село Сянки, в 3 км на северо-запад — Верхний Туров, в 5 км на восток — Верхнее.

## История
Название деревни происходит от имени Бенедикта — первого осадчего.
Село было основано в 1491 году на волошском праве родом Кмитов. Пётр Кмита владел Бенёвой до 1553 года, а после его смерти его бездетная вдова — Барбара Кмита из рода Гербутов.
После её смерти в 1580 году село в наследство получил её брат Станислав Гербурт.
В 1709 году село было сожжено отступающими шведами (Великая Северная война).
До 1772 года находится в Санокской земле Русского воеводства.
В период с 1772 по 1914 годы в повяте Санокском, налоговом повяте Лютовиска в провинции Галиция.
С 1905 года через село пролегает железнодорожная линия Самбор — Ужгород.
В 1921 году население состояло из 582 жителей, главным образом русинов греко-католического вероисповедания, относившихся к деканату турчанскому.
В 1920—1944 годах село относилось к Турчанскому повяту Львовского воеводства (до 1931 года — воеводство Станиславское) Польши.
До 1934 года — самостоятельная гмина, а в 1934—1939 годах — в составе гмины Сянки.
С осени 1939 года через село по Сану пролегла граница между Германией и СССР.
В 1945 году местные русины были выселены на основании советско-польского соглашения об обмене населением, а село было полностью сожжено воинами УПА.

После войны польская часть — в гмине Тарнава Горная, в годах 1945—51 гг. в границах Лесковского повята Жешувского воеводства.
После 1951 года село осталось формально разделённым между Польшей и Советским Союзом.
В 1952—72 польская часть села — в повяте Устрицком, в 1972—75 — повяте Бещадском того же воеводства (1952—54, и с 1973 — в гмине Лютовиска (Шевченко)). В годах 1975—98 территория принадлежала Кросненскому воеводству.
В 70-х годах на польской стороне Бенёвой ещё предпринимались попытки сохранить сельское хозяйство.
В настоящее время заселена Бенёва только на правом, украинском, берегу Сана, а польская часть (в гмине Лютовиска) полностью обезлюдела.
В украинской части Бенёвой в настоящее время существует более десятка домов, в которых проживает около 60 человек. В середине августа 2006 года состоялось собрание почти 500 бывших жителей деревни и их семей из Сянок и Дзвиняча. Обсуждался в том числе вопрос о польско-украинском примирении.

## Достопримечательности

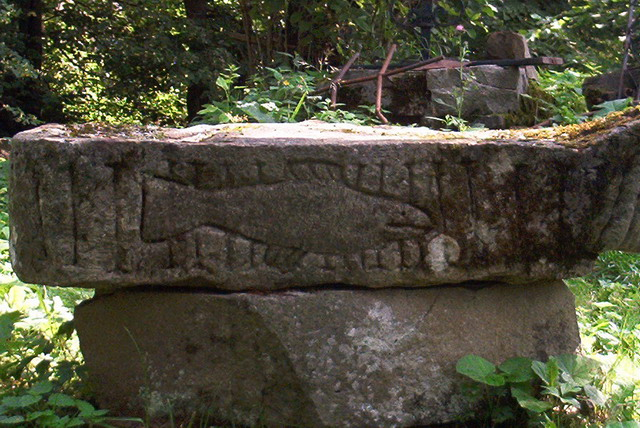
Камень с рисунком рыбы

В польской части деревни находятся церковь и остатки кладбища. Интересной достопримечательностью является камень с рисунком рыбы, который, вероятнее всего, является частью старой купели, расположенной в церкви.
На территории бывшей деревни растёт 100-летняя липа, которая является памятником природы.

## Население
- 1880 — 361 житель(в том числе 306 греко-католиков, 7 католиков, и 48 иудеев)[1].
- 1921 — 582 жителя (в 97 домах), из которых 497 грекокатоликов, 73 иудея, 9 католиков и 3 евангелиста.
- 1989 — 72 жителя (35 муж., 37 жен.)[2]
- 2001 — 59 жителей[3].